# Jonago
Jonago (japonsky 米子市) je město v Japonsku v prefektuře Tottori. K roku 2017 mělo bezmála 150 tisíc obyvatel a bylo tak druhým nejlidnatějším městem prefektury po Tottori.

## Poloha a doprava
Jonago leží na severním pobřeží ostrova Honšú, tedy u pobřeží Japonského moře. Ze správního hlediska patří do prefektury Tottori v oblasti Čúgoku.
Přes město vede několik tratí Západojaponské železniční společnosti.

## Dějiny
Jonago bylo založeno 1. dubna 1927 sloučením menších obcí.